# Smile (chanson de Juice Wrld et The Weeknd)
Pour les articles homonymes, voir Smile.
Singles par Juice Wrld
Wishing Well
(2020)
Singles par The Weeknd
In Your Eyes
(2020) Save Your Tears
(2020)
Clip vidéo
[vidéo] « Smile », sur YouTube
Smile est une chanson du rappeur américain Juice Wrld et du chanteur canadien The Weeknd. Elle est sortie le 7 août 2020 comme le sixième single du troisième album de Juice Wrld, sorti à titre posthume, Legends Never Die.

## Crédits
Crédits provenant de Tidal .
- Jarad Higgins – voix, écriture, composition
- Abel Tesfaye – voix, écriture, composition
- Taz Taylor – écriture, composition, production
- Cxdy – écriture, composition, production
- Nicholas Mira – écriture, composition, production

## Classements hebdomadaires
| Classement (2020)                       | Meilleure position |
| --------------------------------------- | ------------------ |
| Allemagne (GfK Entertainment)           | 57                 |
| Australie (ARIA)                        | 8                  |
| Autriche (Ö3 Austria Top 40)            | 39                 |
| Belgique (Flandre Ultratop 50 Singles)  | 48                 |
| Belgique (Flandre Ultratop R&B/Hip-Hop) | 9                  |
| Canada (Hot 100)                        | 7                  |
| Danemark (Tracklisten)                  | 24                 |
| Écosse (OCC)                            | 49                 |
| Estonie (Eesti Tipp-40)                 | 16                 |
| États-Unis (Hot 100)                    | 8                  |
| États-Unis (R&B/Hip-Hop Songs)          | 5                  |
| États-Unis (Rolling Stone Top 100)      | 2                  |
| Finlande (Suomen virallinen lista)      | 17                 |
| France (SNEP)                           | 152                |
| France (SNEP Ventes)                    | 165                |
| Grèce (IFPI)                            | 23                 |
| Hongrie (Stream Top 40)                 | 15                 |
| Irlande (Irish Singles Chart)           | 14                 |
| Islande (Tónlistinn)                    | 22                 |
| Lituanie (Agata)                        | 15                 |
| Norvège (VG-lista)                      | 16                 |
| Nouvelle-Zélande (RMNZ)                 | 12                 |
| Pays-Bas (Single Top 100)               | 47                 |
| Portugal (AFP)                          | 32                 |
| Royaume-Uni (UK Singles Chart)          | 23                 |
| Singapour (RIAS)                        | 14                 |
| Slovaquie (IFPI Singles Digitál)        | 32                 |
| Suède (Sverigetopplistan)               | 17                 |
| Suisse (Schweizer Hitparade)            | 42                 |
| Tchéquie (IFPI Singles Digitál)         | 27                 |

## Historique de sortie
| Région | Date        | Format                       | Label(s)               | Ref.  |
| ------ | ----------- | ---------------------------- | ---------------------- | ----- |
| Divers | 7 août 2020 | - Téléchargement - streaming | - Grade A - Interscope | [ 5 ] |